# Linux安全模組
Linux安全模块（英語：Linux Security Modules，简称LSM）是Linux内核中用于支持各种计算机安全模型的框架，它与任何单独的安全实现无关。这个框架使用GNU通用公共许可证授权，并且从Linux 2.6开始成为官方Linux内核的一部分。目前，AppArmor、SELinux、Smack、TOMOYO Linux和Yama是官方Linux内核中支持的安全模块。
Linux安全模块提供了强制访问控制所需的功能，同时尽量减少对Linux内核的修改。因此，它更多的作用是解决访问控制的问题。Linux安全模块的访问控制和系统审计很相似，但存在细微不同。审计要求所有的访问（包括成功的和被阻止的）都被记录下来，而Linux安全模块无法实现此功能，因为访问控制可能在调用Linux安全模块之前就阻止该访问。
目前，AppArmor为Ubuntu、OpenSUSE、SUSE、Debian默认的LSM；SELinux为RHEL、Fedora、CentOS默认的LSM。
一些开发者并不喜欢Linux安全模块，比如Grsecurity的作者不喜欢LSM，因为LSM导出了它的全部符号，这在方便插入安全模块的同时也方便了恶意模块（Rootkit）。